# Погром у Ширазі
Погром в Ширазі 30 жовтня 1910 року — погром єврейського кварталу в Ширазі, Іран, викликаний звинуваченнями, що євреї ритуально вбили іранську дівчинку, котре мусульманська громада міста класифікувала як ритуальне, що і призвело до масових заворушень і самосудів в результаті чого загинуло 12 євреїв, було травмовано близько 50 і розгромлено 260 будинків.
В Ірані протягом 2 500 років проживала значна кількість євреїв і ніяких конфліктів не було. Щорічні напади почали відбуватися наприкінці XIX століття, але врешті-решт припинилися під європейським тиском. Останній випадок стався в 1910 році

## Вбивство і самосуд
29 жовтня 1910 року група іранців, у котрій був батько зниклої дівчинки, прийшла до будинків рабинів єврейської громади Ширазу і повідомила, що їхня дитина зникла у кварталі, де жила єврейська громада й висловили свою підозру, що євреї викрали її для забору крові з ритуальною метою. Рабини це заперечували і стверджували під присягою, що вони нічого про їхню дівчинку не знають. Іранці пригрозили тим рабинам самосудом, якщо вони не знайдуть зниклу дитини до полудня наступного дня.
Того ж дня тіло дитини було знайдено за містом поблизу єврейського кладовища, біля покинутого будинку, що тільки підсилило підозри іранців, що дівчинка стала жертвою ритуального вбивства. Ця трагічна новина швидко поширилася по усьому місту.
Наступного дня, 30 жовтня 1910 року, мусульманська громада зібралася біля міської мерії і вимагала покарати вбивць дитини. Управитель міста наказав військовим розігнати мирних мітингувальників. Але військові, замість того, аби виконати наказ, повели мітингувальників на єврейський квартал, у якому мешкало близько 6000 євреїв, де і були вчинені масові самосуди. До протестувальників приєдналися й інші національні й віросповідні громади міста й навіть приїзжі купці з інших країв. Навіть жінки і діти приєдналися до протестувальників.
Побоїще тривало 6–7 годин. З крамничок викидали на вулицю весь наявний там товар і по ньому ходили протестувальники умисно його знищуючи. Хто з євреїв не бажав, чи не встиг втекти, був побитим. У результаті чого загинуло 12 євреїв, було травмовано близько 50 і розгромлено 260 будинків. Євреї переховувалися у знайомих мусульман, у британському консульстві і навіть у мечетях.
Потерпілим євреям була надана допомога британським консулом, багатими місцевими мусульманами, один з яких надав тону хліба. Управитель міста прислав дві тони хліба, а головний муфтій міста Мірза Ібрагім надав 400 кілограмів..

## Практика юдаїзму відносно крові і жертвопринесень
Описи тортур і людських жертвопринесень у передбачуваних ритуальних вбивствах суперечать багатьом фактичним положенням юдаїзму. Насамперед, заборона на вбивство міститься в десяти заповідях Тори. Крім того, використання крові (людської чи будь-який інший) в приготуванні їжі суворо заборонено кашрутом. Кров і будь-які інші виділення людського організму є ритуально нечистими (Лев. 15). Кров убитих тварин не може вживатися в їжу, вона повинна бути виведена з тіла тварини і похована (Лев. 17:12–13). Згідно Книзі Левіт, кров жертовної тварини (але не людини) може бути використана лише на жертовнику Єрусалимського храму (який до часу приписуваних подій вже не існував сотні років).
У той час як жертвопринесення тварин дійсно практикувалися в стародавньому юдаїзмі, Танах (Старий Завіт) і Галаха зображують людські жертвоприношення як одне із зол, що відокремлюють язичників Ханаана від євреїв (Втор. 12:31, 2Цар. 16:3). Євреям заборонялося брати участь у цих ритуалах (Ісх.34 : 15, Лев. 20:2, Втор. 18:12, Іер.7 : 31). Фактично, вимога ритуальної чистоти забороняла навіть знаходження священиків (Коенів) в одній кімнаті з людським трупом (Лев. 21:11). Нащадкам Коенів, згідно з релігійними канонами, Галаха забороняє навіть заходити на цвинтар.